# 강원특별자치도의 문화재자료 (제101호 ~ 제200호)
강원특별자치도의 문화재자료는 국가지정문화재 또는 도지정문화재로 지정되지 않은 유형의 문화재 중에서 향토문화 보존상 원형대로 보존할 가치가 있는 것을 강원특별자치도지사가 문화재위원회의 심의를 거쳐 문화재자료로 지정한 것을 말한다.

## 지정목록

### 제101호 ~ 제200호
| 번호    | 사진 | 명칭                                                                                                | 소재지                                              | 관리자 (단체)                  | 지정일                                                                          | 참조 |
| 101호   |      | 정선향교 (旌善鄕校)                                                                                 | 강원 정선군 정선읍 봉양리 385                       | 향교재단                       | 1985년 1월 17일 지정                                                            |      |
| 102호   |      | 화천향교 (華川鄕校)                                                                                 | 강원 화천군 화천읍 하리 108                         | 향교재단                       | 1985년 1월 17일 지정                                                            |      |
| 103호   |      | 인제향교 (麟蹄鄕校)                                                                                 | 강원 인제군 인제읍 상동리 28-2                      | 향교재단                       | 1985년 1월 17일 지정                                                            |      |
| 104호   |      | 간성향교 (杆城鄕校)                                                                                 | 강원 고성군 간성읍 교리 664                         | 향교재단                       | 1985년 1월 17일 지정                                                            |      |
| 105호   |      | 양양향교 (襄陽鄕校)                                                                                 | 강원 양양군 양양읍 임천리 297                       | 향교재단                       | 1985년 1월 17일 지정                                                            |      |
| 106호   |      | 방동리고구려고분 (芳洞里高句麗古墳)                                                                 | 강원 춘천시 서면 방동리 816                         | 춘천시                         | 1985년 9월 13일 지정                                                            |      |
| 107호   |      | 삼척소공대비 (三陟召公臺碑)                                                                         | 강원 삼척시 원덕읍 노곡리 산67                      | 삼척시                         | 1986년 5월 23일 지정                                                            |      |
| 108호   |      | 삼척신흥사설선당및심검당 (三陟新興寺設禪堂및尋劍堂)                                                 | 강원 삼척시 근덕면 동막리 1332                      | 신흥사                         | 1988년 5월 18일 지정                                                            |      |
| 109호   |      | 양구공수리지석묘군 (楊口公須里支石墓群)                                                             | 강원 양구군 양구읍 하리 510 선사박물관              | 양구군                         | 1989년 5월 1일 지정                                                             |      |
| 110호   |      | 양구고대리2지구지석묘군 (楊口高垈里2地區支石墓群)                                                   | 강원 양구군 양구읍 하리 510 선사박물관              | 양구군                         | 1989년 5월 1일 지정                                                             |      |
| 111호   |      | 동해지상사철불좌상 (東海池上寺鐵佛坐像)                                                             | 강원 동해시 지가동 353-1                            | 지상사                         | 1990년 5월 31일 지정, 1999년 10월 30일 해제, 강원도 유형문화재 제126호로 재지정 |      |
| 112호   |      | 동해삼화사철불 (東海三和寺鐵佛)                                                                     | 강원 동해시 삼화동 산172                            | 삼화사                         | 1990년 5월 31일 지정, 1998년 12월 18일 해제, 보물 제1292호로 승격               |      |
| 113호   |      | 동해삼화사삼층석탑 (東海三和寺三層石塔)                                                             | 강원 동해시 삼화동 산172                            | 삼화사                         | 1990년 5월 31일 지정, 1998년 4월 6일 해제, 보물 제1277호로 승격                 |      |
| 114호   |      | 고성화암사 (高城禾岩寺)                                                                             | 강원 고성군 토성면 신평리 산136-11                  | 화암사                         | 1990년 9월 7일 지정                                                             |      |
| 115호   |      | 속초신흥사부도군 (束草神興寺浮屠群)                                                                 | 강원 속초시 설악동 산26-11                          | 신흥사                         | 1991년 2월 25일 지정                                                            |      |
| 116호   |      | 양양명주사부도군 (襄陽明珠寺浮屠群)                                                                 | 강원 양양군 현북면 어성전리 산58                    | 명주사                         | 1991년 2월 25일 지정                                                            |      |
| 117호   |      | 인제갑둔리오층석탑및주변탑재일식 (麟蹄甲屯里五層石塔및周邊塔材一式)                                 | 강원 인제군 남면 소치리 산69,598및상남면 상남리 945 | 인제군                         | 1993년 6월 3일 지정                                                             |      |
| 118호   |      | 원천군변수영정 (原川君邊修影幀)                                                                     | 강원 홍천군 북방면 전치곡리 121                     | 변병필                         | 1993년 6월 3일 지정                                                             |      |
| 119호   |      | 양양서림사지석조비로자나불좌상 (襄陽西林寺址石造毘盧舍那佛坐像)                                     | 강원 양양군 서면 서림리 74-1                        | 양양군                         | 1996년 9월 30일 지정                                                            |      |
| 120호   |      | 양양서림사지삼층석탑 (襄陽西林寺址三層石塔)                                                         | 강원 양양군 서면 서림리 74-1                        | 양양군                         | 1996년 9월 30일 지정                                                            |      |
| 121호   |      | 삼척역둔리철비(부사이규헌영세불망비및금옥첨원비) (三陟易屯里鐵碑(府使李奎憲永世不忘碑및金玉僉員碑)) | 강원 삼척시 하장면 역둔리 산2-1                     | 삼척시                         | 1996년 12월 28일 지정                                                           |      |
| 121-1호 |      | 부사이규헌영세불망비 (府使李奎憲永世不忘碑)                                                         | 강원 삼척시 하장면 역둔리 산2-1                     | 삼척시                         | 1996년 12월 28일 지정                                                           |      |
| 121-2호 |      | 금옥첨원비 (金玉僉員碑)                                                                             | 강원 삼척시 하장면 역둔리 산2-1                     | 삼척시                         | 1996년 12월 28일 지정                                                           |      |
| 122호   |      | 원주부흥사지석탑재 (原州富興寺址石塔材)                                                             | 강원 원주시 소초면 흥양리 1164-4                    | 원주시                         | 1998년 4월 18일 지정                                                            |      |
| 123호   |      | 삼척산양서원묘정비 (三陟山陽書院廟庭碑)                                                             | 강원 삼척시 원덕읍 산양리 843                       | 산양서원                       | 1998년 4월 18일 지정                                                            |      |
| 124호   |      | 원주 평장리 석조불두 (原州 平庄里 石造佛頭)                                                         | 강원 원주시 소초면 평장리 117-3                     | 원주시                         | 1998년 9월 5일 지정                                                             |      |
| 125호   |      | 춘천김정묘역문인석 (春川金鼎墓域文人石)                                                             | 강원 춘천시 칠전동 619-2                            | 광산김씨광성군종중             | 1998년 9월 5일 지정                                                             |      |
| 126호   |      | 태백 본적사지 삼층석탑 (太白 本寂寺址 三層石塔)                                                     | 강원 태백시 황지동 467-10                           | 국유                           | 2000년 1월 22일 지정, 2013년 6월 21일 명칭변경                                  |      |
| 127호   |      | 속초노학동삼층석탑 (束草蘆鶴洞三層石塔)                                                             | 강원 속초시 노학동 산433                            | 국유                           | 2000년 1월 22일 지정                                                            |      |
| 128호   |      | 평창대하리전통가옥 (平昌大下里傳統家屋)                                                             | 강원 평창군 평창읍 대하리 141                       | 김남옥                         | 2000년 1월 22일 지정                                                            |      |
| 129호   |      | 강릉산계리금옥계방역사적비및종선비 (江陵山溪里金玉契防役事蹟碑및種善碑)                             | 강원 강릉시 옥계면 산계리 787                       | .                              | 2000년 3월 11일 지정                                                            |      |
| 130호   |      | 삼척박걸남묘역 (三陟朴杰男墓域)                                                                     | 강원 삼척시 노곡면 여삼리 산148                     | 박재명                         | 2000년 3월 11일 지정                                                            |      |
| 131호   |      | 춘천한백록묘역및정문 (春川韓百祿墓域및旌門)                                                         | 강원 춘천시 서면 금산리 산64, 방동리 406-2          | 청주한씨몽계공후교위공파종중   | 2000년 11월 18일 지정                                                           |      |
| 132호   |      | 영월보덕사해우소 (寧越報德寺解憂所)                                                                 | 강원 영월군 영월읍 영흥리 1110                      | 보덕사                         | 2003년 1월 18일 지정                                                            |      |
| 133호   |      | 양구해안선사유적 (楊口亥安先史遺蹟)                                                                 | 강원 양구군 해안면 만대리 1212외 8필지              | 양구군                         | 2003년 1월 18일 지정                                                            |      |
| 134호   |      | 오대산중대불량문 (五臺山中臺佛糧文)                                                                 | 강원 평창군 진부면 동산리 63-1 월정사성보박물관     | 월정사주지                     | 2003년 12월 20일 지정                                                           |      |
| 135호   |      | 오대산중대불량계원수복문 (五臺山中臺佛糧계員樹福文)                                                 | 강원 평창군 진부면 동산리 63-1 월정사성보박물관     | 월정사주지                     | 2003년 12월 20일 지정                                                           |      |
| 136호   |      | 강릉최씨동원군종택 (江陵崔氏東原君宗宅)                                                             | 강원 강릉시 주문진읍 교항2리 998                    | 최보영                         | 2005년 12월 30일 지정                                                           |      |
| 137호   |      | 속초매곡오윤환선생생가 (束草 梅谷 吳潤煥 先生 生家)                                                 | 강원 속초시                                         | 오준택                         | 2006년 7월 28일 지정                                                            |      |
| 138호   |      | 원주 원충갑 묘역 (原州 元冲甲 墓域)                                                                 | 강원 원주시                                         | 원주원씨원성백계충숙공파종중   | 2006년 7월 28일 지정                                                            |      |
| 139호   |      | 강릉용연사 석탑 (江陵龍淵寺 石塔)                                                                   | 강원 강릉시                                         | 용연사주지                     | 2006년 7월 28일 지정                                                            |      |
| 140호   |      | 동해용산서원전적류일괄 (東海 龍山書院 典籍類 (一括))                                                | 강원 동해시 동해시 쇄운동 357번지 용산서원          | 용산서원                       | 2007년 1월 19일 지정                                                            |      |
| 141호   |      | 강릉용연사석조관음보살좌상 (江陵 龍淵寺 石造觀音菩薩坐像)                                           | 강원 강릉시 사천면 사기막리 821번지 용연사          | 용연사                         | 2007년 1월 19일 지정                                                            |      |
| 142호   |      | 강릉청학사소장청동불입상 (江陵 靑鶴寺 所藏 靑銅佛立像)                                              | 강원 강릉시 구정면 구정리 29번지 청학사             | 청학사                         | 2007년 1월 19일 지정                                                            |      |
| 143호   |      | 강릉청학사소장청동보살입상 (江陵 靑鶴寺 所藏 靑銅菩薩立像)                                          | 강원 강릉시 구정면 구정리 29번지 청학사             | 청학사                         | 2007년 1월 19일 지정                                                            |      |
| 144호   |      | 삼척고천리석불좌상 (三陟 古川里 石佛坐像)                                                           | 강원 삼척시 삼척시 성남동 1678번지                  | 삼척시장                       | 2007년 1월 19일 지정                                                            |      |
| 145호   |      | 삼척임원리석불입상 (三陟 臨院里 石佛立像)                                                           | 강원 삼척시 원덕읍 임원리 3리 청룡동(사기촌)        | 삼척시장                       | 2007년 1월 19일 지정                                                            |      |
| 146호   |      | 원주고판화박물관소장만연사중간진언집 (原州 古版畵博物館 所藏 萬淵寺重刊 眞言集)                     | 강원 원주시 신림면 황둔리 1706-6                    | 원주 고판화박물관(관장 한상길) | 2008년 5월 9일 지정                                                             |      |
| 147호   |      | 원주고판화박물관소장불정심다라니경 (原州 古版畵博物館 所藏 佛頂心多羅尼經)                          | 강원 원주시 신림면 황둔리 1706-6 원주 고판화박물관  | 원주 고판화박물관(관장 한상길) | 2008년 5월 9일 지정                                                             |      |
| 148호   |      | 원주고판화박물관소장예념미타도량참법 (原州 古版畵博物館 所藏 禮念彌陀道場懺法)                      | 강원 원주시                                         | 원주 고판화박물관(관장 한상길) | 2008년 5월 9일 지정                                                             |      |
| 149호   |      | 동해 신재공 심동로 신도비 (東海 信齋公 沈東老 神道碑)                                               | 강원 동해시 발한동 181-1번지                        | 삼척심씨 대종회                | 2009년 5월 22일 지정                                                            |      |
| 150호   |      | 동해 삼화사 소장『갑사본 천지명양수륙재의찬요』 (東海 三和寺 所藏『甲寺本 天地冥陽水陸齋儀纂要』)   | 강원 동해시 삼화동 산172 삼화사                     | 삼화사                         | 2011년 6월 17일 지정                                                            |      |
| 151호   |      | 속초 신흥사 칠성도 (束草 新興寺 七星圖)                                                             | 강원 속초시 설악동 170번지 신흥사                   | 신흥사                         | 2011년 8월 12일 지정                                                            |      |
| 152호   |      | 강릉 청학사 소장 석불좌상·광배 및 중대석 (江陵 靑鶴寺 所藏 石佛坐像·光背 및 中臺石)                 | 강원 강릉시 구정면 청파로 176-38                    | 청학사                         | 2011년 8월 12일 지정                                                            |      |
| 153호   |      | 강릉 보현사 소조보살좌상 (江陵 普賢寺 塑造菩薩坐像)                                                 | 강원 강릉시 성산면 보현길 396                       | 보현사                         | 2013년 1월 11일 지정                                                            |      |
| 154호   |      | 양양 기구회첩 (襄陽 耆舊會帖)                                                                       | 강원 양양군 손양면 학포길33 오산리선사유적박물관    | 기구회                         | 2013년 1월 11일 지정                                                            |      |
| 155호   |      | 강릉 오죽헌·박물관 소장 임영족회첩 (江陵 烏竹軒·博物館 所藏 臨瀛族會帖)                             | 강원 강릉시                                         | 강릉시                         | 2013년 1월 11일 지정                                                            |      |
| 156호   |      | 강릉 오죽헌·박물관 소장 미타대첩 (江陵 烏竹軒·博物館 所藏 彌陀稧帖)                                 | 강원 강릉시                                         | 강릉시                         | 2013년 1월 11일 지정                                                            |      |
| 157호   |      | 영월 보덕사 석조여래좌상 (寧越 報德寺 石造如來坐像)                                                 | 강원 영월군                                         | 월정사                         | 2014년 3월 7일 지정                                                             |      |
| 158호   |      | 평창 월정사 밀부 (平昌 月精寺 密符)                                                                 | 강원 평창군                                         | 월정사                         | 2014년 3월 7일 지정                                                             |      |
| 159호   |      | 평창 오대산사고등록 (平昌 五臺山史庫謄錄)                                                           | 강원 평창군                                         | 월정사                         | 2014년 3월 7일 지정                                                             |      |
| 160호   |      | 원주 구룡사 아미타설법도 (原州 龜龍寺 阿彌陀說法圖)                                                 | 강원 원주시                                         | 구룡사                         | 2014년 3월 7일 지정                                                             |      |
| 161호   |      | 원주 구룡사 금고 (原州 龜龍寺 金鼓)                                                                 | 강원 원주시                                         | 구룡사                         | 2014년 3월 7일 지정                                                             |      |
| 162호   |      | 태백 유일사 소장 지장보살도 초본 (太白 柳一寺 所藏 地藏菩薩圖 草本)                                 | 강원 태백시                                         | 유일사                         | 2014년 3월 7일 지정                                                             |      |
| 163호   |      | [[]] ()                                                                                             | 강원                                                |                                |                                                                                 |      |
| 164호   |      | 춘천 보타사 소장 목조관음보살좌상과 복장유물 (春川 普陀寺 所藏 木造觀音菩薩坐像과 腹藏遺物)         | 강원 춘천시 옛경춘로 387-24 보타사                  | 보타사                         | 2015년 3월 6일 지정                                                             |      |
| 165호   |      | 경락첩 (鏡洛帖)                                                                                     | 강원 강릉시 율곡로 3139번길 24 오죽헌ㆍ박물관       | 경락계                         | 2015년 3월 6일 지정                                                             |      |
| 166호   |      | 양양 영혈사 아미타불도 (襄陽 靈穴寺 阿彌陀佛圖)                                                     | 강원 양양군 양양읍 불당골길 346 영혈사              | 영혈사                         | 2015년 3월 6일 지정, 2019년 11월 29일 해제, 강원 유형문화재 제180호로 지정      |      |
| 167호   |      | 동해 향운암 소장 천지명양수륙잡문 (東海 香雲庵 所藏 天地冥陽水陸雜文)                               | 강원 동해시 발한천로 43-68 향운암                   | 향운암                         | 2015년 11월 6일 지정                                                            |      |
| 168호   |      | 동해 향운암 소장 법계성범수륙승회수재의궤 (東海 香雲庵 所藏 法界聖凡水陸勝會修齋儀軌)               | 강원 동해시 발한천로 43-68 향운암                   | 향운암                         | 2015년 11월 6일 지정                                                            |      |
| 169호   |      | 속초 신흥사 청동시루 (束草 新興寺 靑銅甑)                                                           | 강원 속초시 설악산로 1137 신흥사                    | 신흥사                         | 2015년 11월 6일 지정                                                            |      |
| 170호   |      | 평창 상원사 목조문수보살좌상 복장유물 (平昌 上院寺 木造文殊菩薩坐像 腹藏遺物)                       | 강원 평창군 진부면 오대산로 374-8 월정사성보박물관  | 월정사                         | 2015년 11월 6일 지정                                                            |      |
| 171호   |      | 철원 이호민 선정비 (鐵原 李好敏 善政碑)                                                             | 강원 철원군 갈말읍 군탄리 505-15                    |                                | 2016년 9월 9일 지정                                                             |      |
| 172호   |      | 삼척부 관청문서 (三陟府 官廳文書)                                                                   | 강원 삼척시 엑스포로 54 삼척시립박물관              | 삼척시장                       | 2016년 11월 4일 지정                                                            |      |
| 173호   |      | 속초 보광사 현왕도 (束草 普光寺 現王圖)                                                             | 강원 속초시                                         | 보광사                         | 2018년 10월 26일 지정                                                           |      |